# عبد الرحيم الهاروشي
عبد الرحيم الهاروشي (وُلد في 31 يناير 1944، الدار البيضاء - توفي 21 أغسطس 2011) وهو طبيب أطفال وسياسي وفاعل جمعوي مغربي.

## حياته
ازداد الهاروشي في الدار البيضاء وحصل على دبلوم في الطب من جامعة كوشين بورت روايال بباريس سنة 1972، ثم شهادة التخصص في جراحة الأطفال عام 1973.

### مسيرته المهنية
وفي سنة 1973 تولى الهاروشي منصب رئيس مصحة مساعد بمستشفيات باريس، وكان في نفس الوقت يعمل طبيباً داخلياً منذ سنة 1969، وذلك قبل أن يحوز في سنة 1975 على صفة جراح مبرز من الجامعات والمراكز الاستشفائية والجامعية الفرنسية، وفي سنة 1976 عُيِّن رئيساً لمصلحة جراحة الأطفال بالمركز الاستشفائي ابن رشد بالدار البيضاء. ويتولى منذ عام 1978 تدريس مادة جراحة الأطفال بكلية الطب بالدار البيضاء، وقد تقلد ما بين سنة 1985 و1992 منصب عميد كلية الطب والصيدلة بالدار البيضاء.

### مناصب
عينه الملك الحسن الثاني 1992 وزيرا للصحة العمومية في حكومة العمراني الخامسة‘‘‘.
عين في ديسمبر 2002 عضواً بالمجلس الاستشاري لحقوق الإنسان،
عينه الملك محمد السادس وزيرا للتنمية والأسرة والتضامن في حكومة جطو الثانية بتاريخ 8 يونيو 2004‘‘.

### على المستوى الجمعوي
ترأس عبد الرحيم الهاروشي جمعية آفاق التي تنشط في مجال التوعية من أجل المواطنة وحقوق الإنسان. وله عدة مؤلفات حول جراحة الأطفال والبيداغوجيا الجامعية المغربية في 1989، كما شارك في تنشيط أزيد من50 ندوة تكوينية للمدرسين بالمغرب العربي وأفريقيا وكيبيك.

## أوسمة
- وسام العرش من درجة فارس (1995).[9]

## وفاته
توفي في 21 أغسطس 2011 بالدار البيضاء و دفن بمقبرة الشهداء‘‘‘‘.